# Ausführungsstelle
Ausführungsstellen sind in der Organisationslehre Stellen, die zwar mit Durchführungskompetenzen, nicht jedoch mit Führungskompetenzen ausgestattet sind. 

## Allgemeines

Symbole Organigramm

In der Organisationslehre gehören die Ausführungsstellen innerhalb einer Aufbauorganisation zusammen mit den Leitungsstellen zu den so genannten Linienstellen. Letztere sind durch Fremdentscheidungs-, Weisungs-, Planungs- und Kontrollkompetenzen gekennzeichnet. Diese typischen Führungskompetenzen fehlen einer Ausführungsstelle. Diese ist eine Stelle, die überwiegend oder ausschließlich mit Ausführungsaufgaben betraut ist.
In Organigrammen werden für diese Stellen und für Stabsstellen unterschiedliche Symbole verwendet, die durch Verbindungslinien so miteinander verknüpft sind, dass die Beziehungen zwischen ihnen sichtbar werden. Ausführungsstellen werden üblicherweise durch ein Dreieck mit Spitze nach unten gekennzeichnet. 

## Aufgaben
Während Leitungsstellen ihre Inhaber gegenüber nachgeordneten Stellen zu vollzugsverbindlichen Weisungen berechtigen, erfüllen Ausführungsstellen entweder primär Realisationsaufgaben oder als Stabsstellen entscheidungsvorbereitende Aufgaben zur Entlastung von Instanzen.
Die Aufgabenverteilung zwischen Leitungs- und Ausführungsstellen sieht folgendermaßen aus:
| Stelle             | Aufgaben                                                     | Kompetenzen              | Art der Entscheidung                            |
| ------------------ | ------------------------------------------------------------ | ------------------------ | ----------------------------------------------- |
| Leitungsstellen    | Führungsaufgaben                                             | Führungskompetenzen      | Fremdentscheidungen konstitutive Entscheidungen |
| Ausführungsstellen | ausführende Tätigkeiten                                      | Durchführungskompetenzen | Selbstentscheidungen operative Entscheidungen   |
| Stabsstellen       | Entscheidungsvorbereitung und Entlastung der Leitungsstellen | Durchführungskompetenzen | Selbstentscheidungen                            |

Ausführende Tätigkeiten sind dadurch gekennzeichnet, dass die Arbeitnehmer überwiegend an Weisungen gebunden sind, wobei der Arbeitgeber gegenüber seinen Arbeitnehmern Arbeitsinhalt, Arbeitsort und Arbeitszeit der Arbeitsleistung nach billigem Ermessen näher bestimmen darf. Ausführende Tätigkeiten sind alle Handlungen und Tätigkeiten, die notwendig und zweckmäßig sind, um die Weisung eines Vorgesetzten zu erfüllen. 
Vereinigen sich Entscheidungs- und Ausführungsaufgabe in einer Person, liegt eine Selbstentscheidung vor. Selbstentscheidungen besitzen einen größeren Entscheidungsspielraum und sind für dezentral organisierte Unternehmen typisch. Selbstentscheidungen gehören zur Durchführungskompetenz und sind erforderlich, um die Weisungen operativ umsetzen zu können. Fremdentscheidungen beruhen oft auf Entscheidungsvorlagen, die dem Entscheidungsträger von einer ausführenden Stelle zugeleitet werden.  
Ausführungsstellen dürfen keine Weisungen an andere Stellen erteilen. Sie haben nur Entscheidungskompetenzen für ihren eigenen Handlungsbereich.
Im Hinblick auf den Aufgabentyp wird unterschieden:
| Stelle                                | Aufgabentyp        |
| ------------------------------------- | ------------------ |
| Leitungsstellen                       | Einzelfallaufgaben |
| Dispositive Sachbearbeitungsstelle    | Projektaufgaben    |
| Administrative Sachbearbeitungsstelle | Regelaufgaben      |
| Ausführungsstelle                     | Routineaufgaben    |

Alle dieser Stellen haben einen speziell für sie geltenden Aufgabenschwerpunkt.

## Organisatorische Aspekte
In der Unternehmenshierarchie sind Ausführungsstellen rangunterste Arbeitsplätze ohne Leitungsbefugnisse, die Stelleninhaber führen lediglich Arbeitsaufgaben aus. Von der Unternehmensführung als oberster Instanz bis zur Ausführungsstelle bildet die Betriebsorganisation einen klaren, einheitlichen Dienstweg. Während Leitungsstellen wie das Management in der Hierarchie ganz oben stehen, sind Ausführungsstellen auf den unteren Ebenen angesiedelt (Arbeiter, Sachbearbeiter). Ihre Aufgabenbandbreite für die Durchführung des operativen Geschäfts ist erheblich, so dass Ausführungsstellen keineswegs als Stellen minderer Qualität anzusehen sind. Dabei ist organisatorisch sichergestellt, dass jede Ausführungsstelle einer bestimmten Leitungsstelle untergeordnet ist. Ausführungsstellen unterliegen überwiegend der Fremdbestimmtheit durch das Management. So gibt beispielsweise das Beschaffungsmanagement durch Weisungen vor, welche Rohstoffe und welcher Menge beschafft werden sollen. Der Disponent in einer Ausführungsstelle wählt zu diesem Zweck konkret die Lieferanten aus und sorgt für die Bestellung und die Wareneingangskontrolle.